# مجید ملانوروزی
مجید ملانوروزی (زاده نیشابور ۱۳۴۵) نقاش و پژوهشگر تاریخ هنر و روزنامه‌نگار اهل ایران است . او از دی ماه ۱۳۹۲ به مدت ۵ سال مدیریت موزه هنرهای معاصر تهران را بر عهده داشت.

## مشاغل و مسئولیت‌ها
مجید ملانوروزی در دهه ۶۰ در کیهان فرهنگی و در دهه ۷۰ کارشناس هنری کتاب‌های درسی و از سال ۱۳۷۵ تا ۱۳۷۹ مدیرفرهنگی سازمان فرهنگی هنری شهرداری تهران و رئیس فرهنگسرای شفق تهران بود، در میان سال‌های ۱۳۷۹ تا ۱۳۸۳ معاون گردشگری سازمان منطقه آزاد کیش بود. دوره ریاست وی بر این جزیره همراه بود با گسترش سرمایه‌گذاری‌های کلان در حوزه گردشگری کیش و فراهم شدن زیر ساخت‌های گردشگری جزیره کیش و ایجاد و برگزاری جشنواره‌های بزرگ هنری در سطح بین‌المللی.
همچنین در دوره ریاست وی بر موزه هنرهای معاصر تهران باعث آشتی هنرمندان بزرگ تجسمی با این موزه شد، برگزاری نمایشگاه‌های بزرگ از هنرمندان مطرح دنیا در این موزه همچون هنرمندانی تونی کرگ، اتو پینه، ویم دلوی و قرارداد همکاری با بنیادهای بزرگ هنری دنیا و بنیاد پروس آلمان با حضور اشتون مایر رئیس‌جمهور آلمان که تور گنجینه موزه هنرهای معاصر به اروپا بسیار خبرساز شد.
با حضور ملانوروزی در اداره کل هنرهای تجسمی وزارت فرهنگ و ارشاد اسلامی تعداد زیادی گالری با استانداردهای روز دنیا در تهران دایر شد که پیش تر شاهد آن در کشور نبودیم و فضای بازی برای تعامل هنرمندان تجسمی در دنیا شد.
مجید ملانوروزی همچنین دو دوره نمایشگاه‌گردان و کمیسر بینال هنر ونیز (پنجاه و ششمین ۲۰۱۵_ پنجاه و هفتمین۲۰۱۷) بود.

## رخدادها
- مروری بر آثار علی اکبر صادقی، موزه هنرهای معاصر تهران، ۱۳۹۶[۴]
- نمایش آثار تونی کرگ، به اهتمام افشین درمبخش، موزه هنرهای معاصر تهران، ۱۳۹۶[۵]
- «کارنامه؛ مروری بر فرهنگ دیداری کودکان ایران»، موزه هنرهای معاصر تهران، ۱۳۹۵[۶]
- نمایشگاه بهشت گمشده، مروری بر آثار فریده لاشایی، به اهتمام فریار جواهریان و کیوریتوری جرمانو چالانت
- نمایشگاه ویم دلوی به اهتمام ویدا زعیم